# Maurycy Hertz (lekarz)

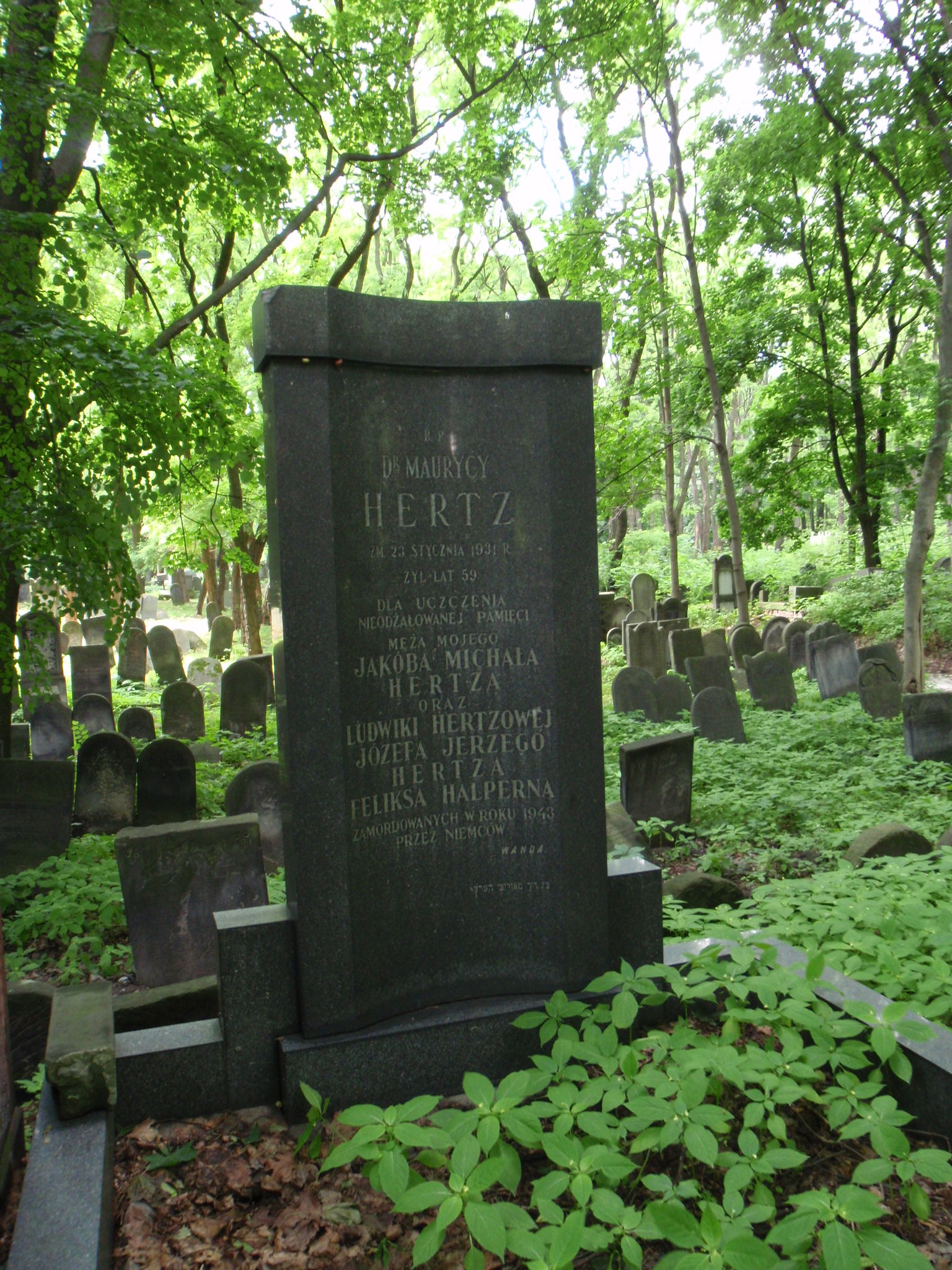
Grób Maurycego Hertza na cmentarzu żydowskim w Warszawie

Maurycy Hertz (ur. 20 stycznia 1872, zm. 23 stycznia 1931 w Krynicy) – polski lekarz laryngolog żydowskiego pochodzenia.
Ukończył studia medyczne na Uniwersytecie Warszawskim. Pracował jako lekarz w Szpitalu Ewangelickim, Szpitalu Starozakonnych, ambulatorium Szpitala Dziecięcego Bersohnów i Baumanów oraz pełnił funkcję lekarza teatrów miejskich w Warszawie.
Opublikował liczne prace naukowe. Redagował Nowiny Społeczno-Lekarskie.
Pochowany jest na cmentarzu żydowskim przy ulicy Okopowej w Warszawie (kwatera 19, rząd 6).